# Asako Hiruta
Asako Hiruta (Sapporo, 1979) es una escritora japonesa ganadora del premio de literatura R-18.

## Trayectoria
Asako Hiruta nació en la capital de la isla japonesa de Hokkaido, Sapporo, en 1979. Se licenció en literatura japonesa por la Universidad de Otsuma Joshi en Tokio. Tras finalizar sus estudios, regreso a su ciudad y trabajó en una agencia de publicidad.
En 2007 decidió dedicarse a escribir, por lo que dejó su empleo. En 2008 su relato Cómo me até a mí misma (en japonés Jijô jibaku no watashi) ganó la séptima edición del premio de literatura R-18 de literatura erótica de mujeres para mujeres, promovido por la editorial Shinchosha. El relato en 2010 se convirtió en la pieza central de un volumen de relatos homónimo y en 2013 fue llevado a la gran pantalla por el director del cine Naoto Takenaka.
Hiruta escribió después la novela Estrellas y distancias (en japonés Hoshi to monosashi) en 2012 y dos colecciones de relatos en 2013, titulados El licor de chocolate a temperatura humana (en japonés Hitohada shokora riky'ru) y Domiciliar el amor (en japonés Ai o furikomu). 
En 2015 llegó su consagración en Japón a nivel internacional con La insólita pasión del vendedor de lencería (en japonés Fitter X no ijyona aijyô). Se trata de una comedia urbana, considerada de culto y ha sido leída por 20.000 personas, que ha generado debate entre las mujeres treintañeras solteras y en el proceso de forjarse una trayectoria profesional propia, además de plantear cuestiones de interés para la juventud actual como las miserias de la vida familiar y la maternidad, la sexualidad decreciente de la primera madurez, la presión del mercado laboral o la desigualdad de género.

## Obra
- 2008. Cómo me até a mí misma (relato)
- 2010. Cómo me até a mí misma (volumen de relatos)
- 2012. Estrellas y distancias (novela)
- 2013. El licor de chocolate a temperatura humana (colección de relatos)
- 2013. Domiciliar el amor (colección de relatos)
- 2016. La insólita pasión del vendedor de lencería (novela). Reservoir Books.

## Premios
- 2008. Premio de literatura R-18 de la editorial Shinchosha por el relato Cómo me até a mí misma (Jijô jibaku no watashi).